# 拉斐爾·貝當古
拉斐爾‧荷西‧貝當古（Rafael José Betancourt、1975年4月29日—）是美國職棒大聯盟的一位右手後援投手，現為科羅拉多落磯的後援投手。
他出生於委內瑞拉蘇克雷州的庫馬納(Cumaná, Sucre State, Venezuela)，最初是在1993年9月被波士頓紅襪以自由球員身份簽下的。剛進小聯盟時擔任游擊手，但因為打擊能力太差，自1997年起棄打從投。1999年球季後，他被紅襪隊釋出，於是在2000年球季前往日本職棒發展，為橫濱灣星的二軍和一軍效力一年；這年12月，紅襪隊又以自由球員身份把他簽回來。到了2001年10月，他又成為自由球員，隨即因右手肘開刀休息一年，直到2003年1月才與印地安人隊簽約。2005年7月8日，他成為第六位由於在類固醇檢測中呈現陽性反應而被禁賽的大聯盟選手。
據《棒球美國》報導，貝當古可望成為印地安人隊的下一任終結者。他最拿手的球路是時常被誤認為滑球的曲球，以及平均在90到94英哩之間的快速球。他也會投變速球。儘管貝當古還算不上三振型投手，但也能靠著極高的好球率，獲取高於預期的三振數。他是從游擊手位置棄打從投的，開過刀的右手肘裝著一塊鐵板和六根螺絲釘。
貝當古也以獨特的投球準備動作得到一些知名度。跑者在壘上時，他的腳會一再踩踏投手板，然後才站定位置。有些人堅信這是投手犯規，其他人則認為他在站好位置開始投球之前已停止踩踏，因此不構成犯規。他在投出下一球之前還會不斷揮動手臂，然後將棒球帽向上拉（有時來回九次之多）。他緩慢的投球節奏，使他在7月3日出戰底特律老虎的第八局，連續兩打席被主審自動追加一壞球；印地安人隊懷疑老虎隊或大聯盟辦公室方面要求主審特別注意貝當古的投球準備動作，但無法得到證實。
另見
- 大聯盟委內瑞拉籍選手名單

## 生涯成績
| 球季       | 球隊       | 聯盟       | 場數 | 先發 | 完投 | 完封 | 局數  | 安打 | 失分 | 責失 | 保送 | 三振 | 勝 | 敗 | 救援 | 防禦 | 打率 |
| ---------- | ---------- | ---------- | ---- | ---- | ---- | ---- | ----- | ---- | ---- | ---- | ---- | ---- | -- | -- | ---- | ---- | ---- |
| 2003       | 克夫蘭     | 美聯       | 33   | 0    | 0    | 0    | 38.0  | 27   | 11   | 9    | 13   | 36   | 2  | 2  | 1    | 2.13 | .196 |
| 2004       | 克夫蘭     | 美聯       | 68   | 0    | 0    | 0    | 66.2  | 71   | 32   | 29   | 18   | 76   | 5  | 6  | 4    | 3.92 | .268 |
| 2005       | 克夫蘭     | 美聯       | 54   | 0    | 0    | 0    | 67.2  | 57   | 23   | 21   | 17   | 73   | 4  | 3  | 1    | 2.79 | .224 |
| 2006       | 克夫蘭     | 美聯       | 50   | 0    | 0    | 0    | 56.2  | 52   | 25   | 24   | 11   | 48   | 3  | 4  | 3    | 3.81 | .241 |
| 2007       | 克夫蘭     | 美聯       | 68   | 0    | 0    | 0    | 79.1  | 51   | 13   | 13   | 9    | 80   | 5  | 1  | 3    | 1.47 | .183 |
| 大聯盟總計 | 大聯盟總計 | 大聯盟總計 | 273  | 0    | 0    | 0    | 308.1 | 258  | 104  | 96   | 68   | 313  | 19 | 16 | 12   | 2.80 | .224 |

## 延伸資料
- Weak-hitting shortstop found new life in bullpen （页面存档备份，存于）

## 外部連結
- 大聯盟官網球員資料 （页面存档备份，存于）
- Baseball-reference （页面存档备份，存于）
- Baseball Cube生涯成績 （页面存档备份，存于）
- ESPN球員資料
- Fangraphs （页面存档备份，存于）